# Lubna Tahtamouni
Lubna Hamid Tawfiq Tahtamouni ( en árabe: لبنى تهتموني‎) es una bióloga jordana conocida por su trabajo en biología del desarrollo e investigación del cáncer.  Es la directora del Departamento de Biología y Biotecnología de la Universidad Hashemite en Zarqa, Jordania.  Ha ganado múltiples premios por su trabajo sobre el cáncer de mama, y es conocida por su activismo en defensa de las mujeres jóvenes del mundo árabe  que decidan optar por una carrera científica.  En 2016, fue nombrada una de las 100 mujeres de la BBC. 

## Formación
Tahtamouni fue la tercera de seis hermanos y se crio en Irbid, en el norte de Jordania, una ciudad conocida por la buena formación de sus residentes.  Asistió a la Universidad de Jordania, donde se licenció   en 1997 y un obtuvo un master en 2000.  En su etapa de estudiante fue inscrita en un programa de biología  por  las  altas calificaciones alcanzadas en los exámenes.   Realizó un master en biología del desarrollo y  reproducción bajo la tutela de Hameed Al Haj .
Hizo su doctorado en la Universidad Estatal de Colorado, de Estados Unidos, donde trabajó con James Bamburg en la migración de células embrionarias y metastásicas y se graduó en 2005.  Siempre agradeció a su familia el apoyo recibido en su carrera científica y en su decisión de trasladarse a los Estados Unidos.

## Trayectoria
Tras completar su doctorado, Tahtamouni regresó a Jordania para apoyar  a las mujeres jóvenes  que desearan realizar estudios superiores de ciencias en el país, más allá del compromiso con las instituciones que la apoyaron en su traslado a los Estados Unidos.  En 2008, fue nombrada directora de un centro de microscopía en la Universidad Hashemite para la cual había obtenido fondos.  También organizó talleres para la  redacción de propuestas para las nuevas facultades, con el fin de  aumentar las posibilidades de obtener financiación, incluso de fuentes extranjeras.  Para mantenerse al día en los últimos métodos de investigación durante  los veranos trabajaba en el extranjero, en países como Australia y Estados Unidos.
En 2011, fue nombrada jefa del Departamento de Biología y Biotecnología de la Universidad Hachemita.  En el mismo año, ganó una Beca Regional Panárabe para Mujeres en la Ciencia L'Oreal-UNESCO, y el Premio OWSD para Mujeres Jóvenes Científicas del Mundo en Desarrollo,  por su trabajo sobre el cáncer de mama, que representa el 35% de todas las muertes por cáncer en Jordania.   En 2015, fue nombrada Women in Sicience Hall of Fame por la Embajada de los Estados Unidos en Jordania  y una de las 100 Mujeres de la BBC en 2016.  A partir de 2016, su interés por la investigación incluye las proteínas de unión a actina en embriones de pollos y el cáncer de mama, las anormalidades en la cromatina de esperma humano y los efectos del estrés oxidativo en el metabolismo celular.
Defensora de  que las mujeres puedan elegir  su propio camino profesional a pesar de las normas sociales que enfatizan el matrimonio y la maternidad para ellas.   Tahtamouni también aboga por una legislación que respalde a las mujeres en el trabajo, el permiso de maternidad y los cuidados de la  infancia.  En una entrevista, manifestó que "Jordania es muy permisiva cuando se trata de la educación y el trabajo de las mujeres, pero tradicionalmente las prioridades de esposo, hijos y hogar les están predefinidas", y señaló que setenta y uno  de los ochenta estudiantes en sus clases de grado eran mujeres, pero de estas solo tres continuaron en un programa de master y solo una  de ellas completó el  doctorado.
También anima a sus estudiantes, muchos de ellos  mujeres de zonas desfavorecidas de Jordania, a estudiar en el extranjero para ampliar sus experiencias científicas y culturales,  y para hacer trabajos de doctorado en Italia y Canadá con dos de sus antiguos alumnos de master.

## Premios y reconocimientos
- 2013 Distinguished International Alumni Award de la Universidad del Estado de Colorado.[10]
- Premio del Programa Internacional de Becas de Verano de la Facultad de Ciencias Naturales, 2012.
- Beca Regional Panárabe para Mujeres en la Ciencia L'OREAL-UNESCO, 2011.
- Premio de la Organización para Mujeres en la Ciencia para el Mundo en Desarrollo (OWSD) para Mujeres Jóvenes Científicas en Biología para la Región Árabe en 2011.
- Instituto King Hussein de Biotecnología y Cáncer (KHIBC), 2009.
- Primer lugar en el Concurso de Investigación Científica Estudiantil, Fondo Rey Abdallah para el Desarrollo, The Hashemite University, 2008.